# Park Crest
Park Crest es un lugar designado por el censo ubicado en el condado de Schuylkill en el estado estadounidense de Pensilvania. En el Censo de 2010 tenía una población de 542 habitantes y una densidad poblacional de 473,68 personas por km².

## Geografía
Park Crest se encuentra ubicado en las coordenadas 40°49′11″N 76°3′33″O / 40.81972, -76.05917. Según la Oficina del Censo de los Estados Unidos, Park Crest tiene una superficie total de 1.84 km², de la cual 1.84 km² corresponden a tierra firme y (0%) 0 km² es agua.

## Demografía
Según el censo de 2010, había 542 personas residiendo en Park Crest. La densidad de población era de 473,68 hab./km². De los 542 habitantes, Park Crest estaba compuesto por el 99.45% blancos, el 0% eran afroamericanos, el 0% eran amerindios, el 0% eran asiáticos, el 0% eran isleños del Pacífico, el 0.37% eran de otras razas y el 0.18% pertenecían a dos o más razas. Del total de la población el 2.03% eran hispanos o latinos de cualquier raza.